# Promozione Emilia-Romagna 1953-1954
La Promozione fu il massimo campionato regionale di calcio disputato in Emilia-Romagna nella stagione 1953-1954.
A ciascun girone, che garantiva al suo vincitore la promozione in IV Serie a condizione di soddisfare le condizioni economiche richieste dai regolamenti, partecipavano sedici squadre, ed era prevista la retrocessione delle quattro peggio piazzate, anche se erano possibili aggiustamenti automatici per ripartire fra le appropriate sedi locali le squadre discendenti dalla IV Serie.

## Girone A

### Classifica finale
|  | Pos. | Squadra              | Pt | G  | V  | N  | P  | GF | GS | DR  |
|  | ---- | -------------------- | -- | -- | -- | -- | -- | -- | -- | --- |
|  | 1.   | Massalombarda        | 45 | 30 | 17 | 11 | 2  | 53 | 29 | +24 |
|  | 2.   | Rimini               | 39 | 30 | 15 | 9  | 6  | 52 | 29 | +23 |
|  | 2.   | Alfonsinese          | 39 | 30 | 16 | 7  | 7  | 62 | 31 | +31 |
|  | 4.   | "Francesco Baracca"  | 37 | 30 | 15 | 7  | 8  | 59 | 36 | +23 |
|  | 5.   | Imolese              | 35 | 30 | 16 | 3  | 11 | 57 | 43 | +14 |
|  | 5.   | Russi                | 35 | 30 | 14 | 7  | 9  | 50 | 42 | +8  |
|  | 7.   | Progresso            | 32 | 30 | 12 | 8  | 10 | 43 | 33 | +10 |
|  | 8.   | Sarom Ravenna        | 29 | 30 | 11 | 7  | 12 | 54 | 46 | +8  |
|  | 8.   | Mezzano              | 29 | 30 | 10 | 9  | 11 | 38 | 40 | -2  |
|  | 8.   | Medicinese           | 29 | 30 | 11 | 7  | 12 | 46 | 58 | -12 |
|  | 11.  | Riccione             | 28 | 30 | 9  | 10 | 11 | 37 | 49 | -12 |
|  | 12.  | Bagnacavallese       | 27 | 30 | 9  | 9  | 12 | 36 | 39 | -3  |
|  | 13.  | Molinella Sez.Calcio | 26 | 30 | 7  | 12 | 11 | 39 | 48 | -9  |
|  | 14.  | Budrio               | 24 | 30 | 8  | 8  | 14 | 54 | 62 | -8  |
|  | 15.  | Sammaurese           | 20 | 30 | 8  | 4  | 18 | 43 | 64 | -21 |
|  | 16.  | Vis Befio,           | 5  | 30 | 3  | 0  | 27 | 20 | 94 | -74 |

Verdetti
- La Massalombarda rinuncia alla promozione alla categoria superiore.
- Rimini promosso in IV Serie per ripescaggio.
- Molinella, Budrio, Sammaurese e Vis Befio retrocesse in Prima Divisione.

## Girone B

### Classifica finale
|  | Pos. | Squadra                | Pt       | G  | V  | N | P  | GF | GS | DR  |
|  | ---- | ---------------------- | -------- | -- | -- | - | -- | -- | -- | --- |
|  | 1.   | Bondenese              | 42       | 28 | 19 | 4 | 5  | 53 | 27 | +26 |
|  | 2.   | Pol.Az. Berco          | 39       | 28 | 16 | 7 | 5  | 66 | 40 | +26 |
|  | 3.   | Libertas               | 36       | 28 | 15 | 6 | 7  | 59 | 42 | +17 |
|  | 4.   | Mirandolese            | 35       | 28 | 13 | 9 | 6  | 53 | 34 | +19 |
|  | 5.   | Sassuolo Sportiva      | 33       | 28 | 13 | 7 | 8  | 47 | 36 | +11 |
|  | 6.   | Suzzara                | 31       | 28 | 13 | 5 | 10 | 60 | 44 | +16 |
|  | 7.   | Mogliese               | 29       | 28 | 10 | 9 | 9  | 44 | 39 | +5  |
|  | 8.   | Salsomaggiore Sportiva | 28       | 28 | 11 | 6 | 11 | 54 | 46 | +8  |
|  | 9.   | Novellara Sportiva     | 27       | 28 | 9  | 9 | 10 | 45 | 56 | -11 |
|  | 10.  | Castelmassa            | 25       | 28 | 10 | 5 | 13 | 43 | 51 | -8  |
|  | 11.  | Bozzolese              | 24       | 28 | 9  | 6 | 13 | 46 | 51 | -5  |
|  | 12.  | Poggese                | 23       | 28 | 9  | 5 | 14 | 37 | 51 | -14 |
|  | 13.  | Ostiglia               | 22       | 28 | 8  | 6 | 14 | 48 | 59 | -11 |
|  | 14.  | Concordia              | 13       | 28 | 3  | 7 | 18 | 31 | 63 | -32 |
|  | 15.  | Sermide                | 13       | 28 | 4  | 5 | 19 | 23 | 70 | -47 |
|  | 16.  | Sorbolo                | ritirato |    |    |   |    |    |    |     |

Verdetti
- Bondenese promossa in IV Serie 1954-1955.
- Sorbolo ritirato per scioglimento.

## Finali per il titolo
??